# Plakoribates africanus
Plakoribates africanus är en kvalsterart som först beskrevs av Balogh 1959.  Plakoribates africanus ingår i släktet Plakoribates och familjen Achipteriidae. Inga underarter finns listade i Catalogue of Life.